# St. Wenzel (Langeneichstädt)

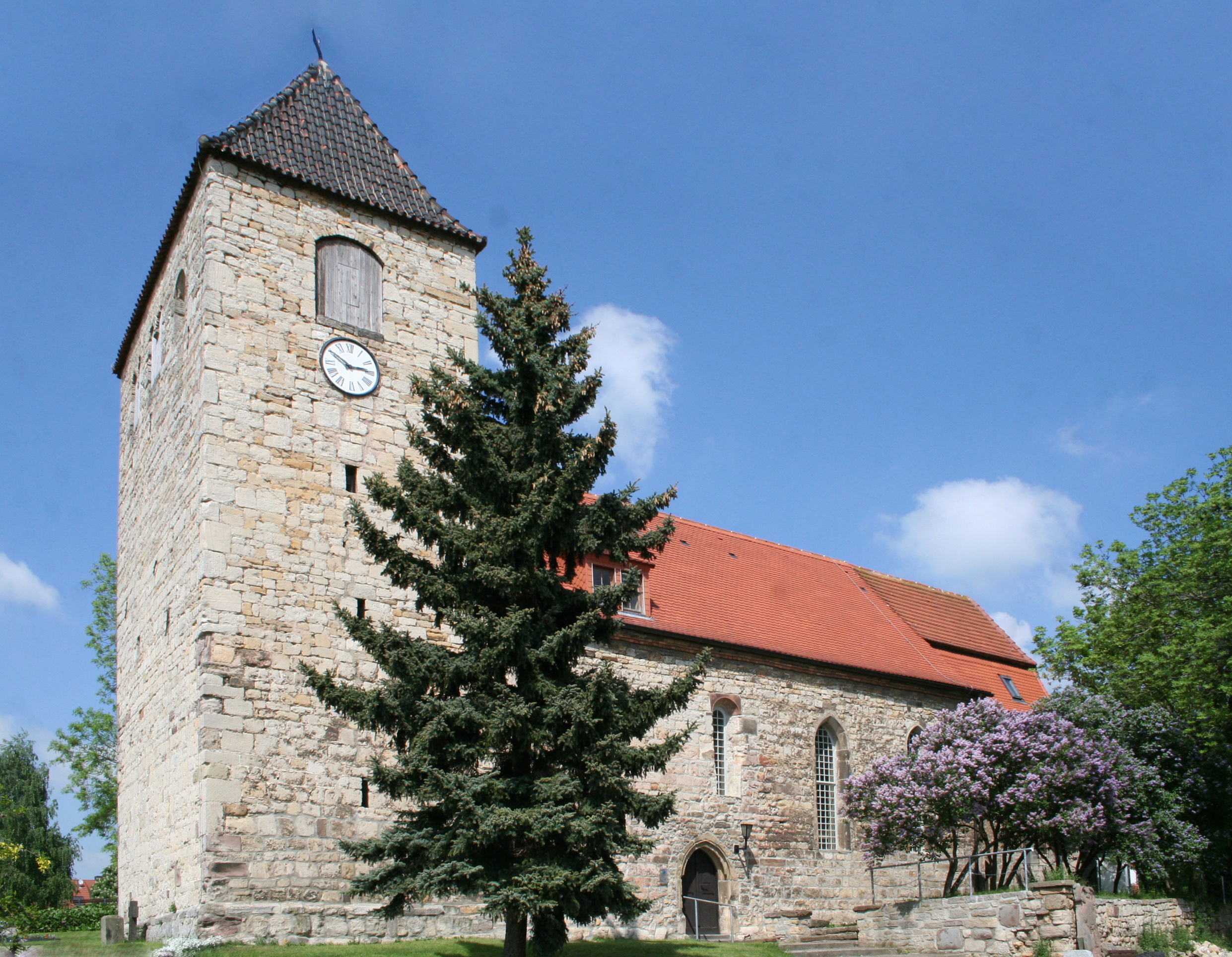
Ansicht von Südwesten

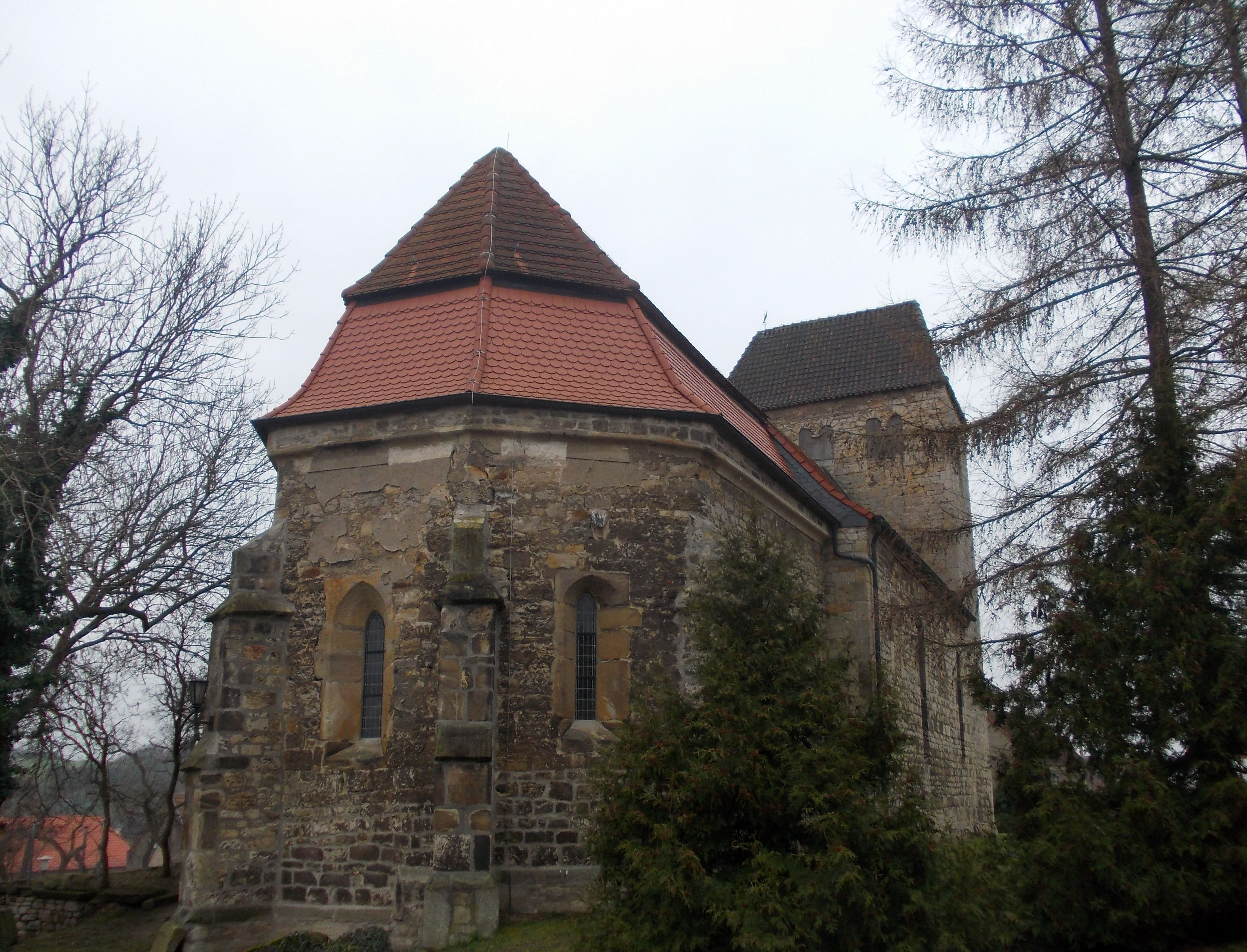
Ansicht von Nordosten

St. Wenzel ist eine evangelische Kirche in Langeneichstädt in der Stadt Mücheln (Geiseltal) im Saalekreis in Sachsen-Anhalt. Sie gehört zum Pfarrbereich Mücheln-Langeneichstädt im Kirchenkreis Merseburg der Evangelischen Kirche in Mitteldeutschland (EKMD).

## Lage
Die Kirche steht im ehemaligen Niedereichstädt auf einem kleinen Hügel zwischen der Bahnhofstraße im Norden, dem Markt im Osten und Süden sowie der Straße Kirchberg im Westen auf dem Friedhof von Langeneichstädt (Kirchberg 14).

## Geschichte und Architektur
Ähnlich wie sein westlicher Nachbar erhielt Niedereichstädt im Hochmittelalter eine romanische Kirche. Die häufiger zu findende Behauptung, der Vorgänger sei um das Jahr 700 errichtet worden, beruht einzig auf einer Platte am Altar, die dies verkündet. Da diese Platte jüngeren Alters ist, handelt es sich um keine nachprüfbare These. Die Kirche wurde dem heiligen Wenzel von Böhmen geweiht. Der Rechteckbau mit Westquerturm besitzt an der Westwand noch romanische Fenster, die ehemaligen Schallöffnungen, alle anderen wurden gotisch umgebaut. Im Osten befindet sich der hohe gotische Chor. Dieser besitzt vier Strebepfeiler sowie Fialen und Abbildungen der 12 Apostel, sowie Katharina, Maria und Barbara (Mitte 15. Jahrhundert). Ein spätgotisches Stabwerk-Portal hat sich an der Südseite des Schiffs erhalten. Im Dreißigjährigen Krieg soll die Kirche keine größeren Schäden erlitten haben.
Die Kirche steht unter Denkmalschutz und ist im Denkmalverzeichnis mit der Erfassungsnummer 094 05789 als Baudenkmal eingetragen.
Die Pfarrer sind seit dem Jahr 1532 lückenlos dokumentiert, darunter von 1841 bis 1870 ein Nachfahre von Hans Luther, dem Onkel Martin Luthers.

## Ausstattung und Inneres
Der Innenraum wird stark durch die doppelgeschossige Hufeisenempore geprägt. Die Kanzel aus dem Jahr 1601 sowie Teile eines Schnitzaltars wurden in den Kanzelaltar mit Säulen von 1771 eingefügt. Daneben gibt es einen Taufstein von 1602 sowie ein lebensgroßes spätgotisches Kruzifix. Die Inschrift des Taufsteines lautet: PETER MEBS / HAT DISEN / TAVFESTEIN / SETZEN LAS/SEN / AN(N)O CHRISTI / 1602. Die Ausmalung erfolgt Ende des 19. Jahrhunderts und ist gut erhalten. Die Orgel von Wilhelm Rühlmann (Zörbig) stammt aus dem Jahr 1924.
Die Sanierung des Orgelprospekts begann im September 2017. Zuvor hatte man die Ausmalung ausgebessert.

## Glocken
Erste Glocken sind in St. Wenzel ab dem 13. Jahrhundert überliefert. 1760 erfolgte der Guss einer großen Glocke durch Johann Georg Ulrich aus Laucha. 1828 sprang eine Glocke, im Zuge dessen wurde über fünf Instrumente auf dem Turm berichtet. 1831 erfolgte durch die Gebrüder Ulrich aus Laucha ein Um- bzw. Neuguss. 1850 wurde eine weitere Glocke durch selbige Gießerei umgegossen. Diese drei Ulrich-Glocken in der Tonfolge d′ – fis′ – d″ erklingen heute noch vom Turm in St. Wenzel und bilden durch ihre Zusammenstellung eines der größten und auch wertvollsten Geläute der Region. 2022 wurden erstmals die Inschriften jener Instrumente inventarisiert.

## Umfeld
An der Ostseite des Chores hat sich ein Bildnis des Baumeisters oder aber eines Steinmetzes erhalten. Auf dem Friedhof befinden sich mehrere barocke Grabsteine. Darunter befindet sich der sogenannte „Försterstein“ mit der lebensgroßen Figur eines Sergeanten, der im Jahr 1744 verstarb.